# 2차 오염원
2차 오염원(二次汚染源)은 1차 오염물질이 인위적, 자연적 과정을 통해 다른 형태로 변형되어 2차적인 오염을 유발시키는 요소를 말한다. 예를 들어, 자동차 배기가스 형태로 질소 산화물이 대기 중으로 방출되면 1차 오염이 되고, 배출된 질소산화물이 광화학 산화제 형태로 변하면 2차 오염이 된다.

## 참고 자료
- 이 문서에는 다음커뮤니케이션(현 카카오)에서 GFDL 또는 CC-SA 라이선스로 배포한 글로벌 세계대백과사전의 "이차오염원" 항목을 기초로 작성된 글이 포함되어 있습니다.